# 22 m²
22 m² è l'album di debutto della rapper finlandese Sini Sabotage, che sarà pubblicato il 5 dicembre 2013 dalla PME Records.
Dall'album sono stati estratti i singoli Levikset repee, il 19 aprile 2013, Miks, il 1º novembre 2013 e Lambada nel 2014.

## Tracce
1. Levikset repee (feat. VilleGalle)
2. Miks
3. Luotolle on uus musta
4. Mun heinii (feat. Kube)
5. Mitä pitäis tehdä (feat. Asa)
6. Mun planeetta
7. Henkarii perään (feat. Goucci)
8. Lambada
9. Sun ralli (feat. Hätä-Miikka)
10. Tunne mun liikkeet
11. Kukaan ei saa tietää (feat. Kari Tapiiri)